# Словенска вас (Пивка)
Словенска вас (словен. Slovenska vas, итал. Villa Santandrea) је насељено место у општини Пивка, Приморско-нотрањска регија, Словенија.

## Историја
До територијалне реорганизације у Словенији била је у саставу старе општине Постојна.

## Становништво
У попису становништва из 2011. године, Словенска вас је имала 43 становника.
| Број становника према пописима | Број становника према пописима | Број становника према пописима |
| ------------------------------ | ------------------------------ | ------------------------------ |
| 1991                           | 2002                           | 2011                           |
| 28                             | 46                             | 43                             |

Напомена: До 1955. исказивано под именом Немшка вас.